# Marie-Therese Rotter
Marie-Therese Rotter (ur. 3 grudnia 1987 w Schweinfurtcie, Bawaria) – niemiecka curlerka, praworęczna, mieszka w Garmisch-Partenkirchen. W curling zaczęła grać w 2002, od początku jest zawodniczką klubu SC Riessersee Garmisch-Partenkirchen. Do sezonu 2007/2008 była otwierającą w drużynie Andrei Schöpp.

## Drużyna
- Andrea Schöpp (skip, czwarta)
- Monika Wagner (trzecia, wiceskip)
- Anna Hartelt (trzecia)
- Melanie Robillard
- Tina Tichatschke
- Rainer Schöpp (trener, skip w drużynie mikstów)

## Wyniki
| Rok  | Zawody                       | Miejsce  |
| ---- | ---------------------------- | -------- |
| 2004 | Mistrzostwa Niemiec Juniorów | 2        |
|      | Mistrzostwa Niemiec          | 1        |
| 2005 | Mistrzostwa Niemiec          | 1        |
|      | Mistrzostwa Europy           | 11 (B 1) |
| 2006 | Mistrzostwa Niemiec          | 1        |
|      | Mistrzostwa Świata           | 4        |
|      | Mistrzostwa Europy           | 5        |
| 2007 | Mistrzostwa Niemiec          | 1        |
|      | Mistrzostwa Mikstów Niemiec  | 1        |
|      | Mistrzostwa Świata           | 8        |
|      | Mistrzostwa Europy Mikstów   | 3        |
|      | Mistrzostwa Europy           | 7        |
| 2008 | Mistrzostwa Niemiec          | 1        |
|      | Mistrzostwa Świata           | 9        |